# Альбатрос (кинокомпания)
«Альбатрос» (фр. Société des Films Albatros) — французская кинокомпания, созданная в 1922 году российскими кинематографистами, которые эмигрировали во Францию после революции 1917 года в России. В межвоенный период компания была одной из крупнейших во Франции. Если первоначально в создании фильмов на киностудии были задействованы в подавляющем большинстве выходцы из Российской империи, то позднее студия приобрела более французский характер, но по ряду причин сначала была первоначально преобразована в продюсерскую компанию, а в 1939 году и вовсе прекратила свою деятельность. Большинство фильмов, выпущенных этой студией, в настоящее время пребывают в собрании Французской синематеки, послужив основой этого старейшего киноархива.

## История создания и деятельность

### Создание компании
Компания была создана в августе 1922 года в Монтрёе, восточном пригороде Парижа, российским кинопредпринимателем Иосифом Ермольевым, эмигрировавшим из Крыма, где он снимал картины в Ялте, через Константинополь и Марсель во Францию после революции 1917 года. Следует отметить, что этот пригород Парижа имел давние кинематографические традиции — до этого здесь функционировали студии Жоржа Мельеса (с 1897 года), братьев Люмьер и Пате (с 1904 года).
Для функционирования кинокомпании Ермольев учредил акционерную компанию «Русское кинематографическое общество И. Н. Ермольева и Ко.» (фр. La Société Ermolieff-Cinéma") с уставным капиталом в размере миллиона франков, сохранив за собой 70 % акций. Фирма «Пате», с которой Ермольев сотрудничал ещё до эмиграции, передала ему в аренду один из своих павильонов, расположенный в Монтрёе, где и стала базироваться кинофабрика, ставшая центром зарубежного русского кинопроизводства. После этого Ермольев перевёз во Францию всю свою съёмочную группу: актёров и технический персонал. На новой студии работали также и те выходцы из России, которые у себя на родине до этого непосредственно кинематографом не занимались (электрики, механики, плотники, костюмеры и т. д.):
У людей не было работы, и их соотечественники из „Альбатроса“ братски помогали им, старались пристроить на работу в студии. И порой царский генерал становился портным, священник — поваром, казацкий атаман — фонарщиком, а университетский профессор физики — электриком…
На съёмках фильмов массово использовались статисты (фигуранты) из России. На киностудии работали такие известные русские режиссёры, как Я. А. Протазанов, А. А. Волков, Виктор Туржанский, В. Ф. Стрижевский и др. В середине 1922 года Ермольев переехал в Германию. За два года пребывания Ермольева в Париже на его студии ставятся одиннадцать фильмов.

### Реорганизация деятельности
После того как Ермольев уехал в Германию, студию возглавили его компаньоны Александр Каменка, сын банкира, который оказал компании необходимую финансовую помощь, и Ной Блох. Каменка и Блох переименовали киностудию в «Альбатрос». По распространённой легенде, именно такое название имел пароход, на котором российские эмигранты приплыли из охваченной Гражданской войной России во Францию. Позже кинокомпанию стали называть «русский Голливуд на Сене», «русское киногетто».
Следует отметить, что первоначально на «Альбатросе» работали в основном выходцы из России, большинство из которых не владело французским языком и, более того, не стремилось его знать: «Во-первых, жизнь в чужой стране многим представлялась как временная, и, во-вторых, тогдашний кинематограф, как известно, был немым, что составляло неотъемлемую часть его поэтики».
Как замечает французский киновед и специалист по кинематографу восточной Европы Жоэль Шапрон (фр. Joel Chapron), в этот период Париж становится местом съёмок своего рода «полурусских картин»:
Почему „полу“? Потому что мы, французы, считаем, что это часть нашего кинематографа, всё-таки снято в Париже или около него, но в основном на русские темы. И наши, „ваши“ в кавычках, артисты становятся известными до такой степени, что Наталья Кованько, жена Виктора Туржанского, украшает обложку французского киножурнала Cinema verite. Протазанов также начинает выпускать свои картины, работает фирма Ермольева, где снимают Александр Волков, Виктор Туржанский.

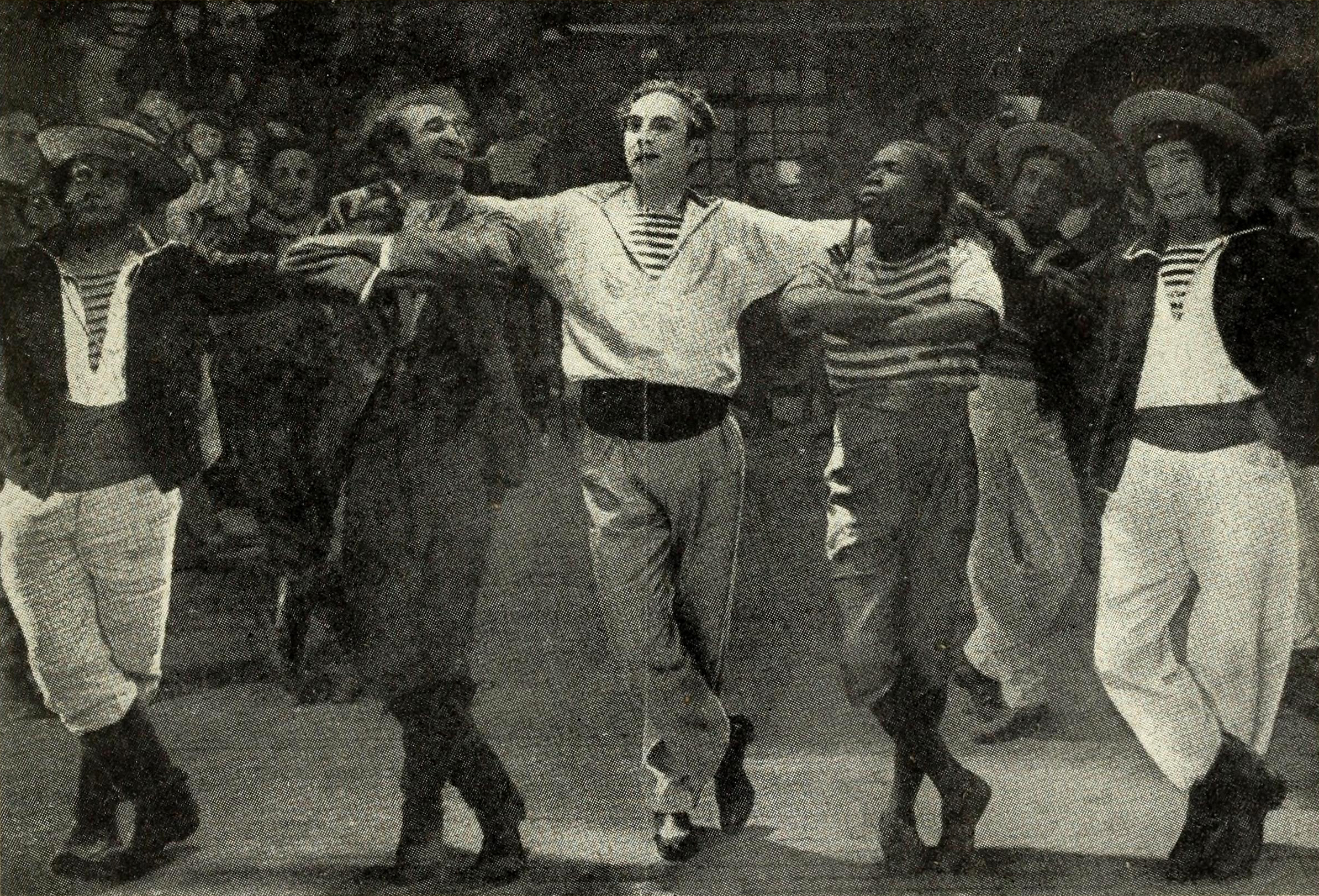
Кадр из фильма «Кин, или Гений и беспутство». В центре Иван Мозжухин

С приходом на студию Александра Каменки к производству фильмов стали привлекаться и французские кинематографисты. Уроженец Одессы больше ориентировался на французский рынок, чем его предшественник, стараясь интегрировать студию во французскую кинопромышленность: «В результате, эстетика фильмов, поставленных „Альбатросом“, испытывая на себе влияние французского контекста, неизбежно меняется, а положение русских на студии, вместо ведущего, постепенно становится маргинальным». Особенно эта тенденция усилилась после того, как из-за разногласий с Каменкой в 1924 году Ной Блох перешёл работать в компанию «Сине-Франс-фильм» и за ним ушло большинство русских кинематографистов, после чего Каменка кардинально меняет творческую политику на студии. Так, с 1924 года Каменка стал активно привлекать к работе французских режиссёров, среди которых были такие крупные кинематографисты, как Марсель Карне, Жан Эпштейн, Л’Эрбье, Абель Ганс, Рене Клер, Жак Фейдер и др. Также с конца 1920-х годов «Альбатрос» начал выпускать фильмы в кооперации с зарубежными кинокомпаниями из Германии, Швеции и Испании, а его продукция была представлена за пределами Франции, в том числе и в США.
По мнению критики 20-х годов, если в первых картинах студии ещё «чувствовался штамп заимствования у европейской кинематографии», а «посредственные результаты работ не предвещали никаких успехов для молодого русского общества», то с первыми удачными фильмами и упрочнением позиций фирмы в её деятельности стали отмечать продуктивное соединение французских и русских кинематографических традиций:
Однако исключительное дарование И. И. Мозжухина, талант режиссёров В. К. Туржанского и А. А. Волкова всё же после долгой работы увенчались успехом. <...> И вот по истечении четырёх лет, полных трудовой, сложной и ответственной работы, мы видим, как „Альбатрос“ стал прочной составной частью французской кинематографической промышленности, в среде которой завоевал себе почётное место.— Н. Зборовский. Русская кинематография во Франции // Экран. 1924. № 1.

Среди наиболее известных фильмов, созданных кинокомпанией: «Костёр пылающий» (1923, реж. Иван Мозжухин) «Лев Моголов» (1924, реж. Жан Эпштейн), «Двойная любовь» (1925, реж. Жан Эпштейн), «Грибиш» и «Кармен» (1926, оба реж. Жак Фейдер) «Соломенная шляпка» (1927, реж. Рене Клер), «Калиостро — любовь и жизнь большого авантюриста» (1929, реж. Рихард Освальд) и другие. 

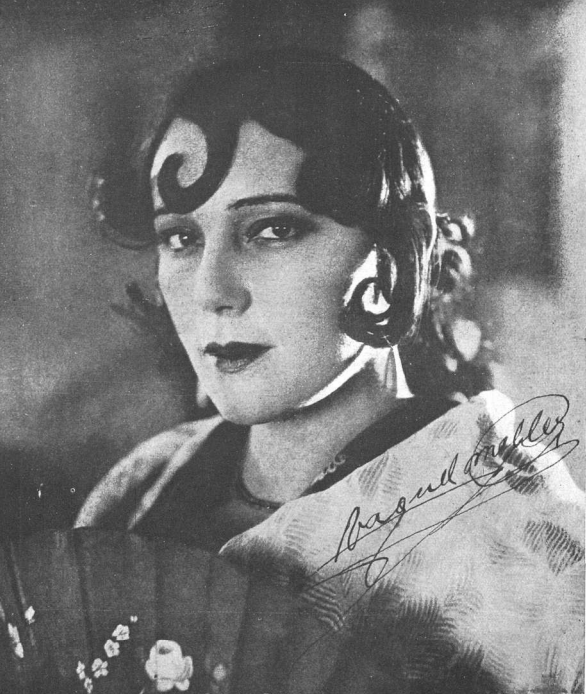
Ракель Мельер в фильме «Кармен» (1926)

С этой студией был связан и Луис Бунюэль, который в своих мемуарах указывал, что, отправившись на эту студию, он просил Жана Эпштейна, который там заканчивал фильм «Приключения Робера Макера», о любой работе в планируемых им картинах «Мопра» и «Падение дома Эшеров», которые, по словам Бунюэля, стали его приобщением к кино. На студии «Альбатрос» Бунюэль снялся в эпизодической роли, про что позже вспоминал: «Тем временем я продолжал перебиваться случайными заработками в кино. На студии „Альбатрос“ я сыграл маленькую роль контрабандиста в „Кармен“ с участием Ракель Мельер, в постановке Жака Фейдера, режиссёра, которым я всегда восхищался».

### Упадок
Кинокомпания «Альбатрос» просуществовала до конца 1930-х годов и прекратила свою деятельность с началом Второй мировой войны, не выдержав конкуренции и финансовых трудностей, что во многом было вызвано мировым экономическим кризисом и наступлением эры звукового кино. Кроме того большую роль сыграл отъезд в США Мозжухина и отказ от финансирования со стороны прокатчиков и связанных с ними банкиров, специализирующихся на «русском кино».
Жан Ренуар, который снял здесь в 1935 году экранизацию пьесы Максима Горького «На дне», позже вспоминал про причины упадка прославленной кинокомпании:
Работа эта значила для меня многое; я — восторженный поклонник немых фильмов, снятых этой фирмой. Звуковое кино стало для них Ватерлоо. Или русские актёры вообще не говорили по-французски, или разговаривали с неустранимым акцентом. Они жили своим узким кругом, вне французского общества, и не имели никаких шансов выучить живой французский. Самым блестящим актёром и режиссёром среди них был Мозжухин. Он потрясающе играл в фильмах „Пылающий костёр“ и „Кин“.— Жан Ренуар. Моя жизнь и мои фильмы
Однако к началу съёмок «На дне», в котором традиционно для студии «Альбатрос» принимало участие немало выходцев из России, она превратилась уже в обычную продюсерскую фирму: «За неимением средств Каменке не удалось сохранить профессиональный дух своей антрепризы — одной из редких,— её можно сравнить с организациями Паньоля или Бергмана. Подобно своим французским или немецким собратьям, он работал при поддержке банков. Несмотря на это, он нисколько не утратил любви к кино и зарекомендовал себя первоклассным продюсером». Значительное количество выходцев из России, привлечённых к созданию этого фильма Ренуара, отмечал художник Ю. П. Анненков: «„На дне“ (по М. Горькому). Постановщик Жан Ренуар — француз. Сюжет — русский. Продуктор: Александр Каменка, русский; сценаристы: Евгений Замятин и Яков Кампанеец, русские… Декоратор: Евгений Лурье, русский…»
Александр Каменка продолжил принимать участие в деятельности французского кинематографа и после закрытия его киностудии, он поддержал новаторские эксперименты кинематографистов французской «новой волны». Он также был продюсером одной из первых совместных франко-советских лент режиссёра Жана Древиля «Нормандия — Неман» (1959) и посетил СССР после сорокалетнего отсутствия на родине.

## Значение
В 1923 году Мозжухин поставил один из самых известных фильмов компании — снятый по собственному сценарию фильм «Костёр пылающий» — где сыграл несколько ролей: от демонического героя до эксцентрического персонажа. Под названием «Гримасы Парижа» этот фильм с успехом демонстрировался и в советском прокате (практика показа эмигрантских фильмов в СССР вскоре была прекращена начиная с 1924 года). Эта картина стала определяющей для окончательного выбора профессии кинематографиста будущим крупнейшим французским режиссёром Жаном Ренуаром, который до этого считал, что «во Франции невозможно создать что-то своё», но, посмотрев эту ленту, изменил своё мнение. Как позже писал Ренуар, от просмотренной картины он был в восторге: «Наконец-то я увидел хороший фильм, поставленный во Франции. Конечно, он был поставлен русскими, но всё же он был поставлен в Монтрёе, во французской атмосфере, в нашем климате; и этот фильм шёл в хорошем кинотеатре; он не имел успеха, но всё же он шёл. Я решил забросить свой промысел керамиста и делать кино».
По мнению историка кино и киноведа Жоржа Садуля, группа русских кинематографистов-эмигрантов принесла во Францию последние достижения дореволюционного («царистского») кинематографа, формальные поиски, предвосхищавшие немецкий киноэкспрессионизм и совпадавшие с французским экспрессионизмом. Русские кинематографисты стали использовать настоящие декорации (до этого во Франции их заменяли картины на холсте или расписанные стены), новинки освещения. Кроме того, «Альбатрос» называют крупнейшей французской кинокомпанией 20-х годов.
В настоящее время кинематографическая продукция компании признаётся воплощением русского кинотворчества за рубежом. По мнению искусствоведа Н. И. Нусиновой, русский эмигрантский кинематограф как феномен культурного единства возник в силу форс-мажорных обстоятельств. По её мнению, такие студии как «Ермольефф-синема» и «Альбатрос», первоначально были задуманы как «русские киногетто, временные пристанища для кинематографистов, пережидающих большевистскую оккупацию России», но затем стали «частью национальной кинематографии стран, принявших эмигрантов». При этом стала происходить их постепенная интеграция в кинопроизводство принявших стран. По её мнению, во многом именно благодаря деятельности «Альбатроса» — исторически русской студии — возникло последующее классическое французское нарративного кино, не экспериментально-авангардистского толка, а того, который «стал базой для формирования эстетики французского „поэтического реализма“». Как замечает Нусинова, растворившись во французском контексте, русский повествовательный стиль, неторопливость, меланхолия, тоска, а главное — консерватизм поэтики, установка на отказ от эксперимента, составляющая основу эмигрантской культуры, во многом подготовили базу для классического французского кино 1930-х годов.

### «Альбатрос» и Французская синематека
После принятия во Франции в 1935 году решения о создании первого кинохранилища — будущей Французской синематеки — фильмы студии «Альбатрос» стали основой фонда создаваемого киноархива. Собрание фильмов студии, выкупленное основателем синематеки Анри Ланглуа за три миллиона франков, стало вместе с другими лентами важным пополнением одной из наиболее представительных коллекций кино в мире. Кроме того, Александр Каменка передал синематеке все производственные, управленческие архивы кинокомпании, её рекламно-агитационную продукцию, документы, связанные с постановкой и производством фильмов. В ответ Анри Ланглуа предложил Александру Каменке должность в его организации. Их сотрудничество существовало вплоть до смерти Каменки в 1969 году. В настоящее время в Синематеке находится более 40 из 60 фильмов, снятых в «Альбатросе».

### Память
В 2011 году для ГТРК «Культура» был снят российский документальный фильм «Альбатрос. Выстоять перед бурей», рассказывающий о судьбе кинокомпании и её связях с культурой России и Франции. В 2017 году был представлен русско-французский документальный фильм «Альбатрос, Белые русские в Париже» (фр. Albatros, les Russes blancs à Paris), созданный при участии Французской синематеки, Французского Фонда Кино и киностудией «Мосфильм». Фильмы компании до сих пор демонстрируются на специализированных показах и являются объектом исследования киноведов и историков кино.
В настоящее время в помещениях студии оборудовали свои мастерские русские художники-эмигранты из бывшего СССР.